# Atrichopogon lutescens
Atrichopogon lutescens är en tvåvingeart som beskrevs av Clastrier, Rioux och Descous 1961. Atrichopogon lutescens ingår i släktet Atrichopogon och familjen svidknott. Inga underarter finns listade i Catalogue of Life.